# Ludwig Trepte
Ludwig Trepte, född 17 maj 1988 i Östberlin, är en tysk skådespelare. Han är i Sverige mest känd för sina roller i tv-serierna Krigets unga hjärtan, Deutschland 83 samt för sin roll i Tannbach – ett krigsöde.

## Tv-serier/filmer (urval)
- 2013: Krigets unga hjärtan
- 2014 – Bornholmer Strasse
- 2015: Tannbach – ett krigsöde (Säsong 1)
- 2015: Deutschland 83
- 2017-2018: 4 Blocks
- 2018: Deutschland 86
- 2020: De underbara åren